# Lobelia scebelii
Lobelia scebelii är en klockväxtart som beskrevs av Emilio Chiovenda. Lobelia scebelii ingår i släktet lobelior, och familjen klockväxter.
Artens utbredningsområde är Etiopien. Inga underarter finns listade i Catalogue of Life.